# Grimsby Minster

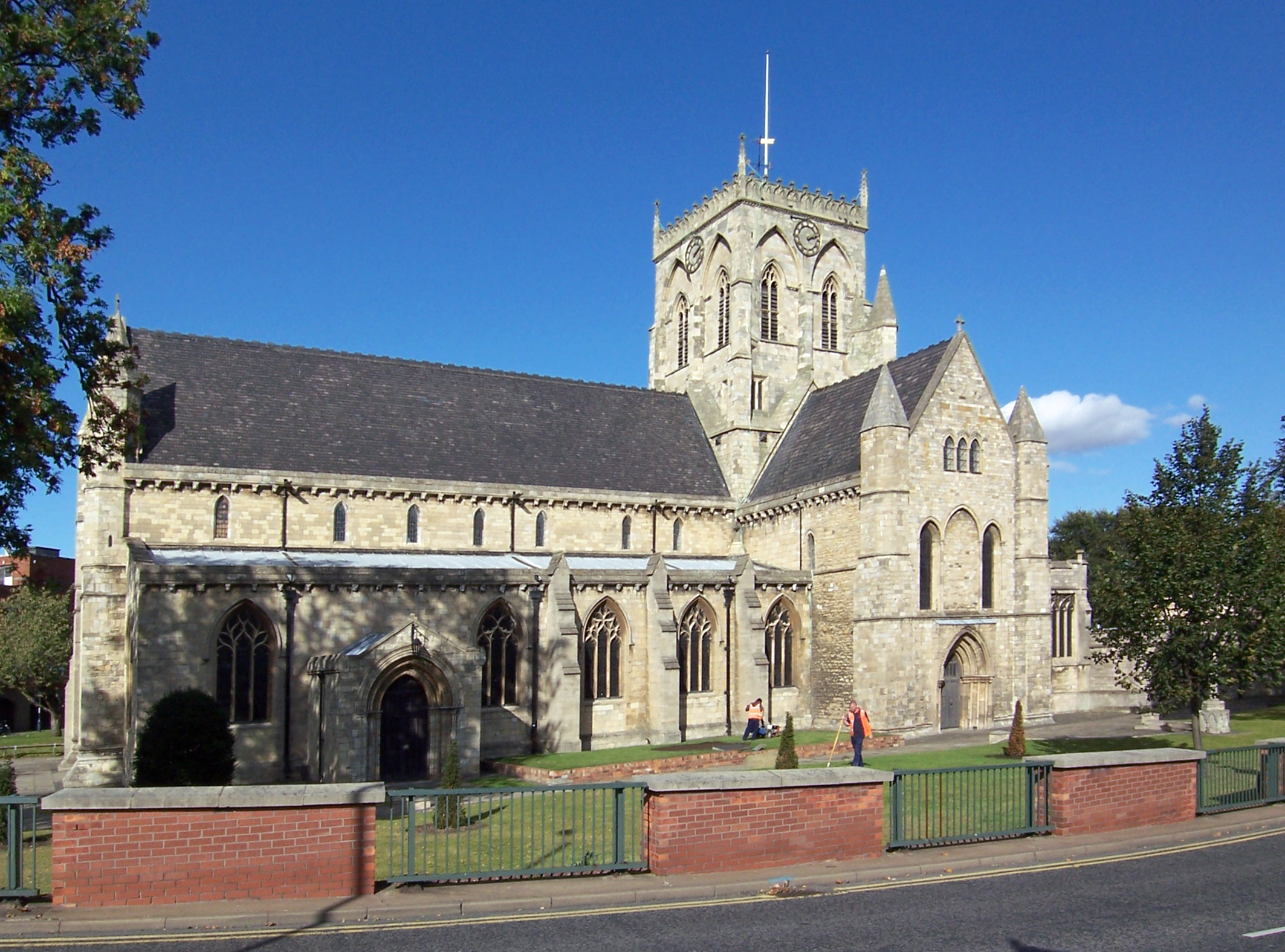
Grimsby Minster

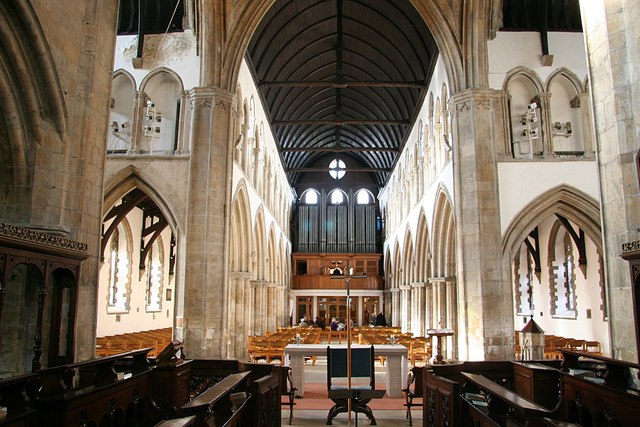
Querschiff und Langhaus

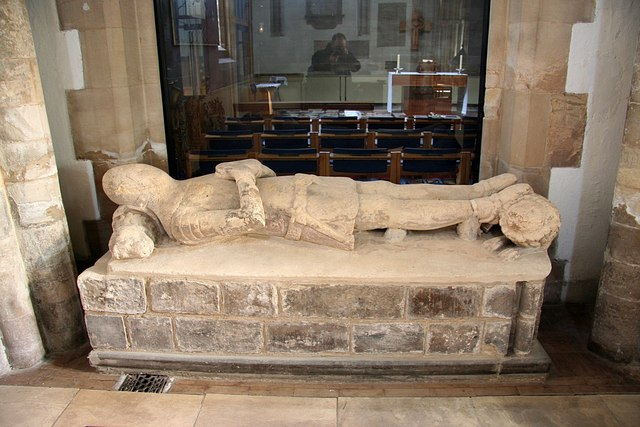
Haslerton-Kenotaph

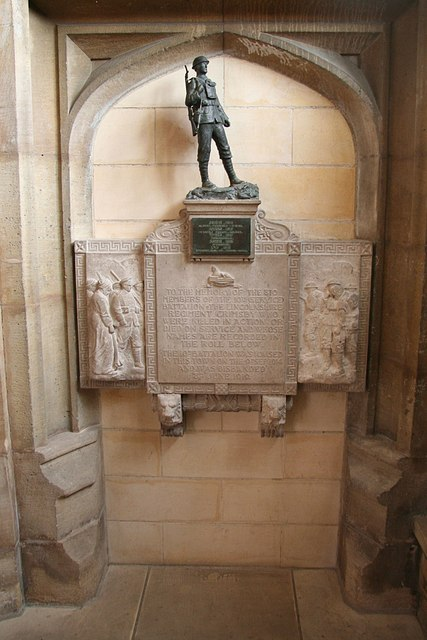
Denkmal für das Lincolnshire-Regiment

Das zur Church of England gehörende Grimsby Minster in der ostenglischen Hafenstadt Grimsby ist dem Apostel Jakobus dem Älteren (Saint James) geweiht. Der seit 1951 als Grade-I-Baudenkmal eingestufte Kirchenbau erhielt im Jahr 2010 den offiziellen Status eines Minsters; außerdem gehört er zum Major Churches Network.

## Lage
Die Fischereistadt Grimsby und ihre Pfarrkirche liegen auf dem Südufer des Humber-Ästuars in die Nordsee in einer Höhe von etwa 6 bis 10 m.

## Geschichte
Das Grimsby Minster war seit seiner Gründung die Pfarrkirche der durch Fischerei wohlhabend gewordenen Gemeinde. Im Jahr 1114 wurde ein älterer Kirchenbau an Robert Blouet, den Lordkanzler und Siegelbewahrer von England in den Jahren 1092/93 und damaligen Bischof von Lincoln, übergeben. Dieser vergrößerte den Bau, der jedoch erst im 14./15. Jahrhundert durch die Aufstockung des Vierungsturms und den Anbau von zwei Seitenschiffen und einen neuen Chor sein heutiges Aussehen erhielt. Die Veränderungen sind an den Fenstern deutlich abzulesen. In der zweiten Hälfte des 19. Jahrhunderts wurde die Kirche grundlegend restauriert.

## Architektur
Grundlage des heutigen Baus war die eher schlichte normannische Kirche, die jedoch im Innern über ein Emporengeschoss verfügte. Langhaus, Querhaus und Chor haben eher einfache Holzgewölbe mit Zugbalken; die Seitenschiffgewölbe sind etwas komplizierter konstruiert.

## Ausstattung
Die Kirche enthält das arg verwitterte Kenotaph-Grabmal von Sir Thomas Haslerton aus dem 14. Jahrhundert, der die Rüstung und Kleidung eines Ritters trägt und dessen Füße auf einem liegenden Löwen ruhen; die Buntfenster stammen allesamt aus dem 19. Jahrhundert.
Ein Denkmal erinnert an 810 im Ersten Weltkrieg gefallene Soldaten des 10th Service Battalions, die „Grimsby Chums“. Sämtliche Soldaten wurden in Grimsby und dessen Nachbarorten rekrutiert. Am 1. Juli 1916, dem ersten Tag der Schlacht an der Somme gehörten die Grimsby Chums zur ersten Angriffswelle auf die befestigte Stadt Ovillers-la-Boisselle, südlich der Straße von Albert nach Bapaume. Zur Unterstützung des Angriffs wurde am 1. Juli um 7 Uhr 28 eine enorme Mine gesprengt, die den heute noch bestehenden Lochnagar-Krater hinterließ. Um 7 Uhr 30 besetzten die Grimsby Chums den Krater. Viele Soldaten lagen für den Rest des Tages in diesem Krater unter deutschem und britischem Beschuss.